# Nikolai Tsjerepnin

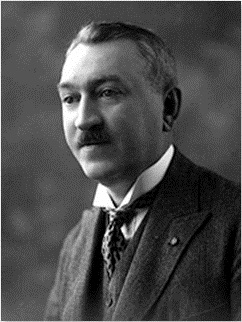
Nikolai Tcherepnin

Nikolai Nikolajevitsj Tsjerepnin (Russisch : Николай Николаевич Черепнин) (Sint-Petersburg, 15 mei [O.S. 3 mei] 1873 - Issy-les-Moulineaux, 26 juni 1945) was een Russische componist, pianist en dirigent. Hij werd geboren in Sint-Petersburg en studeerde onder Nikolai Rimski-Korsakov aan het Conservatorium van Sint-Petersburg. Hij dirigeerde het eerste Parijse seizoen van Sergei Djagilevs Ballets Russes.

## Biografie
Nikolai Tsjerepnin werd in 1873 geboren als zoon van een bekende en rijke arts met dezelfde naam. Deze arts bewoog zich in elitekringen van kunstenaars, onder wie Fjodor Dostojevski en Modest Moessorgski. De moeder van de jonge Nikolai stierf toen hij nog een baby was en zijn vader hertrouwde met een vrouw die nogal ambivalent stond tegenover het moederschap. Zijn vader sloeg hem regelmatig en dwong hem strikte discipline af. 
Op aandringen van zijn vader ging Nikolai rechten studeren, hoewel hij in die tijd ook al componeerde. In 1895 behaalde hij zijn doctoraal in de rechten aan de Universiteit van Sint-Petersburg. In 1898 studeerde hij af in compositieleer bij Nikolai Rimsky-Korsakov en in piano aan het Keizerlijk Conservatorium. Zijn talenten en hoge familiestatus leverden hem in 1899 een baan op als orkestleraar aan de Hofkapel. Zes jaar lang gaf hij daar les voordat hij terugkeerde naar het conservatorium van Sint-Petersburg om daar les te geven. Tijdens zijn dertienjarige ambtstermijn (vanaf 1909 als professor) gaf hij les aan vele opmerkelijke studenten, waaronder Sergei Prokofiev, Aleksandr Gauk, Joeri Sjaporin en Lazare Saminsky.
In 1902 werd hij de vaste dirigent van de Russische Symfonieconcerten en deed later gastoptredens bij de Russische Muziekvereniging, het Filharmonisch Orkest van Moskou, de Siloti-concerten en Ivan Vasilenko's Historische Concerten en dirigeerde hij in het Mariinskitheater (1906-1909). Als lid van de Beljajev-kring was hij ook betrokken bij de Kruzjok sovremennoi muzïki ('Kring voor Eigentijdse Muziek') en werkte hij met Mir iskusstva ('Wereld van de Kunst'). Tsjerepnin was bevriend met de musicoloog Alexander Ossovsky.
In 1907, aan het conservatorium, schreef hij misschien wel zijn beroemdste werk, het ballet Le Pavillon d'Armide. Twee jaar later dirigeerde Tsjerepnin het ballet tijdens de première van Djagilevs legendarische Ballets Russes. Hij dirigeerde het hele eerste seizoen en keerde de komende vijf jaar meerdere keren terug om te dirigeren. Hij dirigeerde optredens met de Ballets Russes in Berlijn, Monte Carlo, Parijs, Rome en het Royal Opera House in Covent Garden in Londen. Naast zijn hoogleraarschap en zijn verplichtingen bij het ballet, werd hij in 1908 dirigent van het Mariinskitheater. In deze functie regisseerde hij de Parijse première van Rimski-Korsakovs opera De gouden haan.
Van 1905 tot 1917 was hij directeur van het conservatorium in St. Petersburg, waar hij directie doceerde. In 1918 werd hij uitgenodigd om de functie van directeur van het Nationaal Conservatorium van Tbilisi, de hoofdstad van Georgië, op zich te nemen. Na de bolsjewistische overname van Georgië in 1921 verhuisde hij naar Parijs en woonde hij daar de rest van zijn leven. Terwijl hij in Frankrijk was, werkte hij samen met Anna Pavlova en haar balletgezelschap als componist en dirigent (1922–1924) en maakte hij concertreizen door Europa en de Verenigde Staten, maar hij beëindigde zijn concertcarrière in 1933 vanwege verslechtering van zijn gehoor. In 1925 richtte hij het Russische Conservatorium in Parijs op, waarvan hij een aantal jaren (1925–1929 en 1938–1945) de directeur was. In 1926 werd hij lid van de raad van toezicht van uitgeverij Beljajev, waarvan hij van 1937 tot aan zijn dood in 1945 bestuursvoorzitter was.

## Werken
- De koppelaar (1930)
- Vanka de rentmeester (1933)

### Ballet
- Le Pavillon d'Armide (1907)
- Narcisse et Echo (1911)
- Het masker van de rode dood (1915)
- Bacchus (1922)
- Een magisch Russisch sprookje (1923)
- De romance van de mummie (1924)

### Koorwerken
- Twee koren (1899)
- Het lied van Sappho (1899)
- De afdaling van de Maagd Maria naar de hel oratorium, 1934)

### Orkestwerken
- La princesse lointaine (prelude op het toneelstuk met dezelfde naam van Edmond Rostand ), Op. 4 (1896)
- Macbeth (na akte 4, scène 1), Op. 12 (1902)
- Van land tot land (1903)
- Pianoconcert in cis mineur, op. 30 (1905)
- Marja Morevna (symfonisch gedicht) (1909)
- Het betoverde koninkrijk (1910)
- Zes muzikale illustraties bij Poesjkins 'Sprookje van de visser en de vis' (1917)
- Het lot (1938)

### Kamermuziek
- Lyrisch gedicht, voor strijkkwartet (1898)
- Melodie, voor viool en piano (1902)
- Vijf stukken voor piano (1904)
- Zes hoornkwartetten (1910)
- Het alfabet in beelden, voor piano (1910)
- Cadence fantastique, voor viool en piano (1915)

### Orkestraties en voltooiingen
- Modest Moessorgski: De jaarmarkt van Sorotsjintsi  (1923)
- Sokolovski: De molenaar-tovenaar, bedrieger en koppelaar (1925)